# 林玉珍
林玉珍，BBS，MH（1958年—），現任香港南區區議會委任議員，曾任南區區議會鴨脷洲邨選區議員，是香港島各界聯合會成員。她在1999年香港區議會選舉以2,306票擊敗其餘2名參選人當選，其後在2003年，2007年，2011年，2015年及2019年區議會選舉中均能成功連任，其辦事處位於鴨脷洲邨利澤樓地下。
| 前任： 鄭家富 | 南區區議員（鴨脷洲邨） 2000年 - | 繼任： 現任 |